# Autorretrato en un caballete

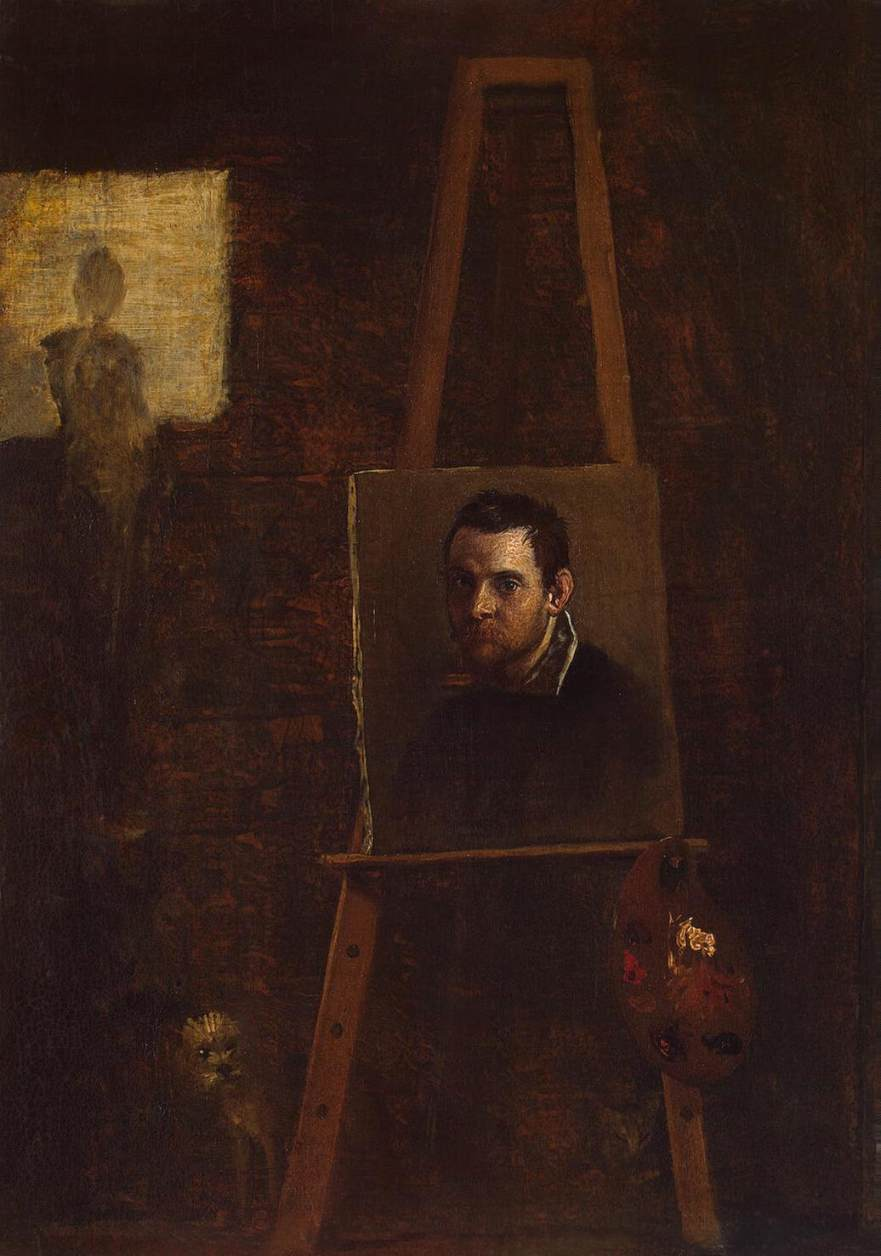
Autorretrato en un caballete (1603-1604) de Annibale Carracci.

El autorretrato en un caballete es un óleo de 1603-1604 pintado por Annibale Carracci, que se exhibe en la sala 231 del edificio del Nuevo Hermitage del Museo del Hermitage en San Petersburgo (inv. GE-148). El autorretrato que aparece en la obra de hecho existe y se encuentra en los Uffizi.

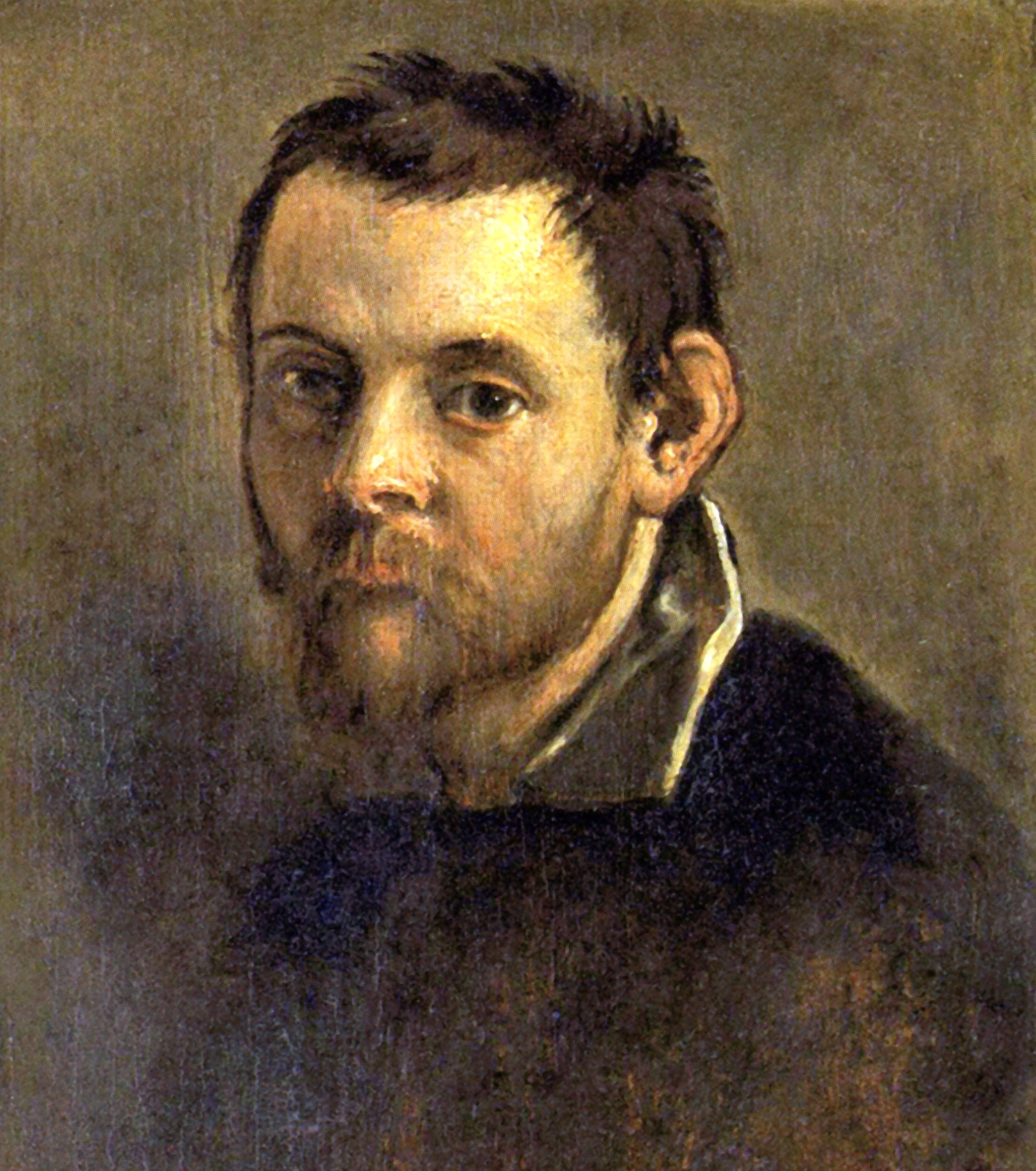
El autorretrato en los Uffizi.

Muestra un interior en penumbra con un autorretrato del artista que descansa en un caballete, con una paleta que cuelga del caballete, un perro y un gato detrás de las patas del caballete y la silueta de una mujer delante de una ventana en la esquina superior izquierda. El trabajo inicial todavía es visible debajo, mostrando que la intención original era que el retrato ocupara todo el lienzo, de una manera convencional. Un boceto del trabajo de 1603-1605 (Colección Real, Castillo de Windsor) muestra esa opción para el trabajo así como la utilizada en la versión final, aunque la pintura hizo varias enmiendas al fondo previsto en la segunda mitad del dibujo.
El catálogo de 1958 del Museo del Hermitage dató el trabajo en la década de 1590, mientras Denis Mahon argumentó por alrededor de 1595 y otros alrededor de 1604. Durante su préstamo a Italia en 2006 los expertos del Hermitage y los Uffizi llevaron a cabo un estudio conjunto, comparando la obra con el autorretrato de los Uffizi y llegando a una fecha concluyente de 1603-1604 (igual que el dibujo de Windsor).
La historia temprana del trabajo se desconoce, aunque fue inventariado como parte de la colección Crozat en 1740, con una atribución incorrecta a Tintoretto que fue corregida en el momento de otro inventariado en 1755. Fue adquirido por Catalina II de Rusia en 1772, colocándolo en su actual ubicación.